# Crida per Tunísia
El Moviment Crida per Tunísia o Nidaa Tounes (àrab: حركة نداء تونس, Ḥarakat Nidāʾ Tūnis) és un partit polític tunisià fundat el 2012 per Beji Caid Essebsi. Defensor de postures secularistes, es tracta d'un partit arreplegador que inclou una pluralitat d'actors, que van des d'empresaris, liberals progressistes, esquerrans seculars i sindicalistes a antics membres del règim. El partit, que va arribar a obtenir la presidència de la República i una majoria parlamentària el 2014, ha patit diverses escissions des de llavors.